# Mysterious Island (1951)
Mysterious Island é um seriado estadunidense de 1951, gênero aventura e ficção científica, dirigido por Spencer Gordon Bennett, em 15 capítulos, estrelado por Richard Crane, Marshall Reed, Karen Randle e Ralph Hodges. Produzido e distribuído pela Columbia Pictures, foi seu 46º seriado e veiculou nos cinemas estadunidenses a partir de 23 de agosto de 1951.
Foi uma adaptação do livro de Júlio Verne de 1874, L'île mystérieuse. Como na história original, que foi uma sequência de Twenty Thousand Leagues Under the Sea, este seriado é ambientado em 1865. No entanto, tem um alienígena de Mercúrio adicionado aos vilões, e foi rotulado como uma versão space opera do romance de Verne.

## Sinopse
Durante o cerco de Richmond, na Virgínia, na Guerra Civil Americana, o prisioneiro de guerra capitão Cyrus Harding escapa de seus captores confederadas de forma bastante incomum, através de um balão de observação. Em sua fuga, Harding é acompanhado pelo marinheiro Pencroft, seu sobrinho Bert, o escritor Gideon, o fiel soldado Neb e um cão.
Um furacão sopra o balão para fora de seu curso, e o grupo acaba caindo em um precipício-limite, vulcânico, uma ilha desconhecida (ou fictícia), localizada no Pacífico Sul, com moradores muito incomuns. Eles a nomeiam “Ilha Lincoln”, em honra do presidente americano Abraham Lincoln. Com o brilhante conhecimento do engenheiro, os cinco são capazes de se sustentar na ilha, produzindo fogo, cerâmica, tijolos, nitroglicerina, ferro, um telégrafo elétrico simples e até mesmo um navio. Eles também conseguem encontrar a sua localização geográfica.
Os sobreviventes logo encontram um grupo de pessoas que incluem os nativos locais (que adoram o vulcão de ilhas), Rulu (uma mulher de Mercúrio,  tentando extrair um elemento de superexplosivo, a fim de conquistar a terra), Ayrton (um homem selvagem exilado na ilha) e o capitão Shard (um pirata cruel). Um homem misterioso, que possui grandes poderes científicos, também torna sua presença conhecida ao grupo de pessoas. O quinteto de heróis luta contra os elementos e os povos, enquanto tenta descobrir uma maneira de sair da ilha e voltar à civilização.

## Elenco
- Richard Crane … Capt. Cyrus Harding
- Marshall Reed … Jack Pencroft
- Karen Randle … Rulu de Mercúrio
- Ralph Hodges … Herbert 'Bert' Brown
- Gene Roth … Capitão Shard
- Hugh Prosser … Gideon Spillett
- Leonard Penn … Capt. Nemo
- Terry Frost … Ayrton (homem selvagem)
- Rusty Wescoatt … Moley
- Bernard Hamilton … Neb
- William Fawcett … Mr. Jackson
- George Robotham … Mercuriano
- Anthony Ross … Tenente Confederado
- Sid Ross … Mercuriano
- Pierre Watkin … Oficial do sul
- Tom Tyler ... (não-creditado)

## Produção
Trajes de seriados anteriores, pertencentes à Western Costume Company, foram reciclados para Mysterious Island. Os soldados mercurianos usam camisas de Flash Gordon e máscaras de The Spider's Web.

## Recepção crítica
Harmon e Glut foram bastante positivos sobre o seriado: “embora fantástico além da credibilidade, Mysterious Island na verdade continha mais elementos da fonte original do que a maioria das adaptações da era sonora”.

## Capítulos
1. Lost in Space
2. Sinister Savages
3. Savage Justice
4. Wild Man at Large
5. Trail of the Mystery Man
6. The Pirates Attack
7. Menace of the Mercurians
8. Between Two Fires
9. Shrine of the Silver Bird
10. Fighting Fury
11. Desperate Chances
12. Mystery of the Mine
13. Jungle Deadfall
14. Men from Tomorrow
15. The Last of the Mysterious Island

Fonte: